# Stämskruv

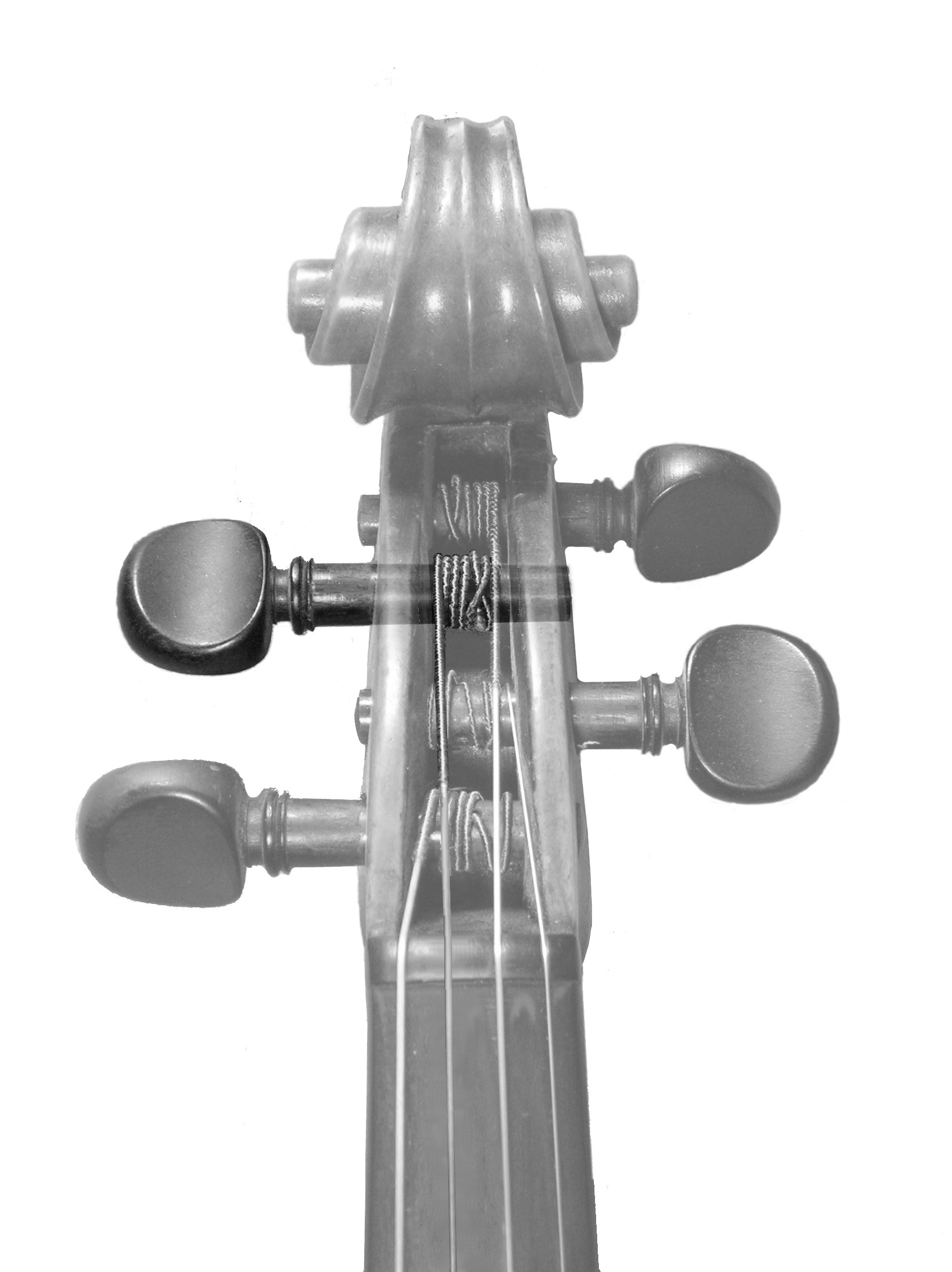
Stämskruvarna på en violin

En stämskruv är en anordning som används för att stämma ett stränginstrument. Det består av en liten skruv där ena änden av strängen är upplindad. Genom att vrida på stämskruven ändras spänningen i strängen och därmed den ton den ger ifrån sig.